# تاراس بروتسيوك
تاراس بروتسيوك (الأوكرانية: Тарас Процюк؛ 16 يناير 1968 - 8 أبريل 2003) كان مصورًا تلفزيونيًا أوكرانيًا يعمل لصالح وكالة رويترز، قُتل بقذيفة دبابة أمريكية خلال الغزو الأمريكي للعراق عام 2003.

## السيرة الذاتية
وُلد بروتسيوك في إيفانو-فرانكيفسك (أوكرانيا)، وعاش وعمل في وارسو (بولندا) منذ عام 1999، وعمل كمصور لرويترز منذ عام 1993. خلال مسيرته، غطى النزاعات في أفغانستان، البوسنة، الشيشان، كوسوفو، وأنتج تقارير إخبارية عن بولندا. كان بروتسيوك على وشك الحصول على الجنسية البولندية. ترك بروتسيوك وراءه زوجة وابنًا يبلغ من العمر ثماني سنوات، حيث انتقلت العائلة من كييف إلى وارسو في عام 1999.

### الوفاة
توفي بروتسيوك في 8 أبريل 2003 (قتل الصحفيين بنيران القوات الأمريكية 2003). كان بروتسيوك يصور من شرفة فندق فلسطين (بغداد) في بغداد، حيث كان يقيم معظم الصحفيين الأجانب، عندما أصابته قذيفة أطلقتها دبابة أمريكية من نوع إم1 أبرامز، مما أدى إلى مقتله ومقتل خوسيه كوسو، مصور قناة تليسينكو الإسبانية. كان الجندي الأمريكي الذي أصدر أمر إطلاق النار هو الرقيب شون جيبسون من فرقة المشاة الثالثة الأمريكية. في نفس اليوم، استهدفت القوات الأمريكية ثلاثة مواقع في بغداد كان يقيم فيها صحفيون، مما أسفر عن مقتل ثلاثة صحفيين وإصابة أربعة.
كانت هناك تقارير متضاربة حول طبيعة القصف الذي قتل بروتسيوك. في أعقاب الحادث مباشرة، ادعى مسؤولو الجيش الأمريكي أن إحدى دباباتهم أطلقت النار على الفندق ردًا على نيران قناصة وصواريخ قادمة من الفندق. ومع ذلك، زعم الصحفيون الموجودون في الفندق وقت القصف أنهم لم يسمعوا أي نيران صادرة من الفندق. علاوة على ذلك، تعرضت الطبيعة "العرضية" للحادث لمزيد من التساؤلات عندما كشف مسؤول سابق في المخابرات العسكرية في عام 2008 أن فندق فلسطين كان مدرجًا كهدف عسكري قبل حادث عام 2003.

## ذكراه
حضر المئات، بمن فيهم سياسيون وشخصيات عامة، جنازته في كييف في 13 أبريل، ووقف المجلس الأعلى الأوكراني دقيقة صمت تكريمًا لذكراه.
في 8 أبريل من كل عام، يتم تنظيم وقفات احتجاجية أمام سفارة الولايات المتحدة في كييف لتخليد ذكراه.

## روابط خارجية
- سرد لأحداث اليوم الذي قُتل فيه بروتسيوك
- تاراس بروتسيوك وثق بعض أسوأ لحظات المنطقة
- محكمة إسبانية تبرئ الولايات المتحدة من المسؤولية الجنائية في مقتل بروتسيوك - التحالف الدولي لحماية حرية التعبير
- ذكرى مرور خمس سنوات على وفاته من رويترز